# سنكلير لويس
سنكلير لويس (بالإنجليزية: Sinclair Lewis) (7 فبراير 1885 - 10 يناير 1951)، أديب أمريكي، يعد أول أمريكي يفوز بجائزة نوبل للأدب. توفي بسبب إدمانه على الشرب. درس في جامعة يايل حصل على جائزة نوبل في الأدب لسنة 1930.

## حادثة جائزة نوبل

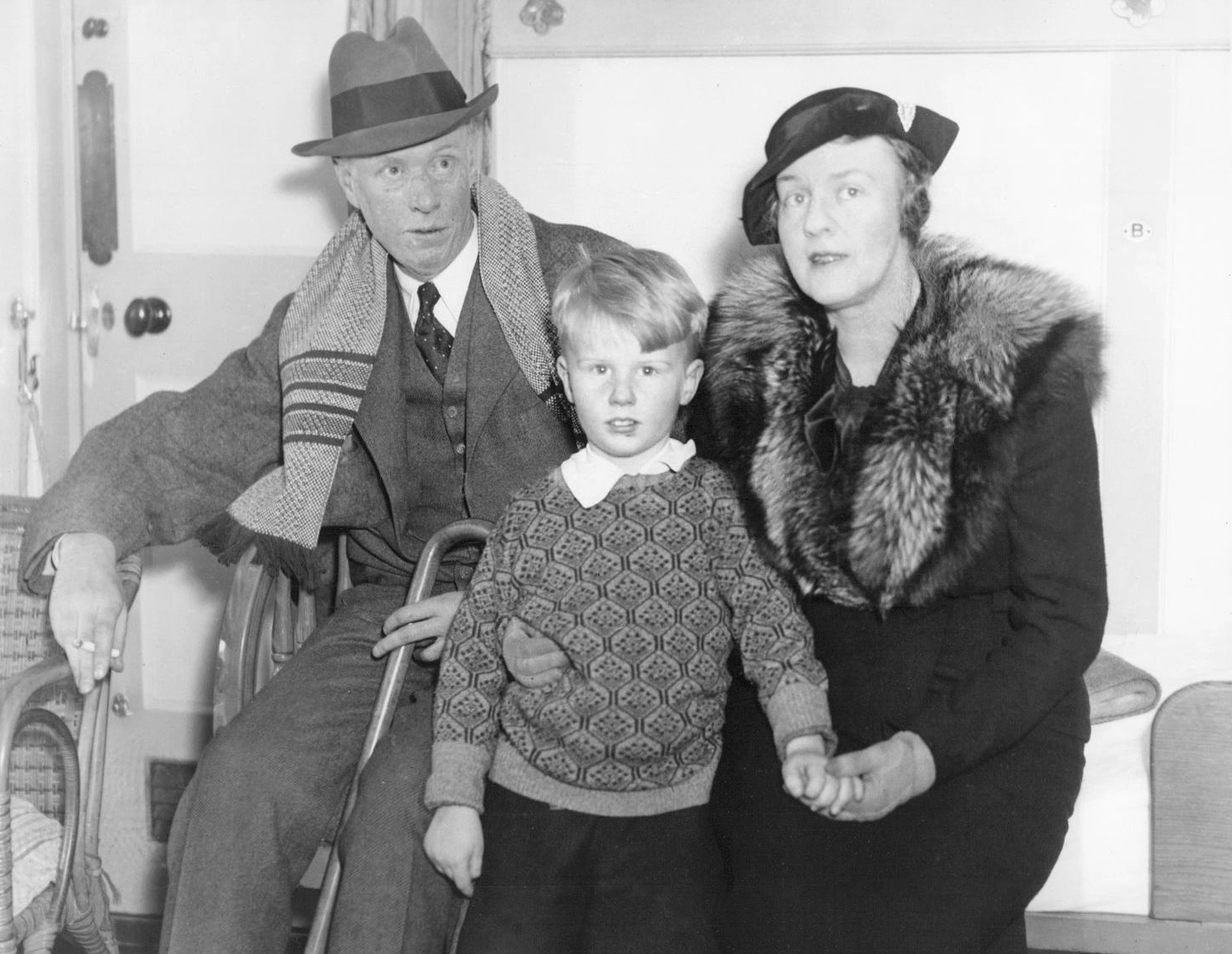
لويس مع زوجته وابنه عام 1935

يحكى أن خلال مراسم جوائز نوبل لم يعثر عليه ليتسلم جائزته من يد الملك السويدي؛ ووجد نائماً في دورة المياه التابعة لدار الكونسرتو وهو في أسوأ حالات السكر وقد أغلق عليه باب المرحاض.

## أعمال مترجمة للعربية
| الكتاب         | المترجم        | التاريخ | ملاحظات                                     |
| -------------- | -------------- | ------- | ------------------------------------------- |
| أرو سميث       | محمود عزت موسى | 2009    | رواية.                                      |
| بابِت           | الحارث النبهان | 2015    | رواية.                                      |
| الشارع الرئيسي | أمينة السعيد   | 2018    | وهي الرواية التي حاز بفضلها على جائزة نوبل. |